# Aimé Perret
Pour les articles homonymes, voir Perret.
Aimé Perret (1846-1927) est un peintre français.

## Biographie
Né à Lyon le 29 octobre 1846, fils de Benoît Perret, teinturier, et de Philippine Perron, Aimé Perret commence ses études artistiques à l'école des beaux-arts de Lyon dans les classes de Joseph Guichard et de Nicolas Achille Chaine, avant de monter sur Paris et suivre les cours du peintre Antoine Vollon.
En 1867, il présente au salon de sa ville natale, un paysage représentant la Saône prise dans le brouillard. En 1869, il est présent pour la première fois au Salon de Paris, exposant une peinture intitulée La Rentrée à l’étable par un temps de neige ; souvenir de Farges (Saône-et-Loire).
Juillet 1870, il est enrôlé dans la guerre franco-prussienne, et participe à la défense de Belfort.
L'année suivante, il effectue un voyage d'étude dans la région de la Bresse, dont il tire de nombreux motifs pour des compositions évoquant la vie paysanne. Sa participation au Salon est régulière, de 1870 à 1889, Aimé Perret devenant membre de la Société des artistes français.
Il est médaillé de bronze durant l'exposition universelle de 1889 (Paris). De 1890 à 1912, il expose au salon de la Société nationale des beaux-arts, dont il devient membre.
Son œuvre comprend des peintures représentant des portraits, des scènes de genre et des paysages ruraux.
En 1878, il s'installe définitivement à Bois-le-Roi à la villa Cigale, dans la rue nommée depuis Guido Sigistre.
La même année, il présente le portrait peint de la comédienne Anna Judic. Au salon parisien de 1883, il présente une composition intitulée La Fille des champs, et un dessin champêtre représentant une bergère, accompagnés de vers de Pierre Dupont.
Le 26 juin 1894, parrainé par Pierre Puvis de Chavannes, il est nommé chevalier de la Légion d'honneur.
Participant activement à la vie sociale de la commune de Bois-le-Roi, il y est conseiller municipal de 1912 à 1923.
Il meurt le 18 juin 1927 à Bois-le-Roi et y est inhumé.
Sa femme Ida Perret est également peintre. La Mairie de Bois-le-Roi conserve d'Ida Perret une Nature morte.

## Œuvres dans les collections publiques

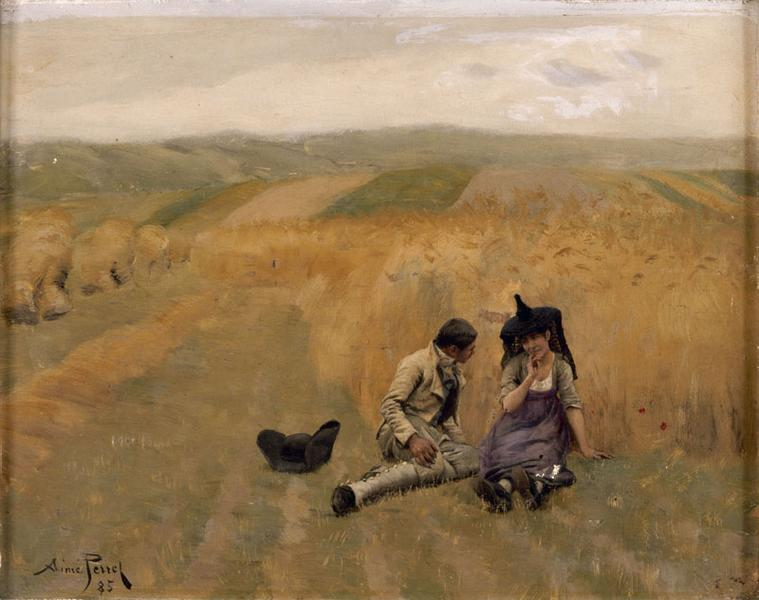
Aimé Perret, L'Aveu dans les blés (1885), huile sur toile, musée des beaux-arts de Nantes

- La Rentrée à l’étable par un temps de neige ; souvenir de Farges (Saône-et-Loire) (1869), huile sur toile[7].
- Portrait de Gustave Mathieu (1875-76), huile sur toile, Mairie de Bois-le-Roi[8].
- Le Saint Viatique, en Bourgogne (1879), huile sur toile, Beaune, musée des beaux-arts de Beaune[9].
- Jeune bergère assise sur un tronc d'arbre (1883), dessin à la plume, Paris, musée du Louvre[10].
- L'Aveu dans les blés (1885), huile sur toile, Nantes, musée des beaux-arts de Nantes[11].
- Portrait d'Ida Perret (1893), huile sur toile, Mairie de Bois-le-Roi[12].
- Maternité (1912), huile sur toile, Mairie de Bois-le-Roi[13].